# Chicago Outfit

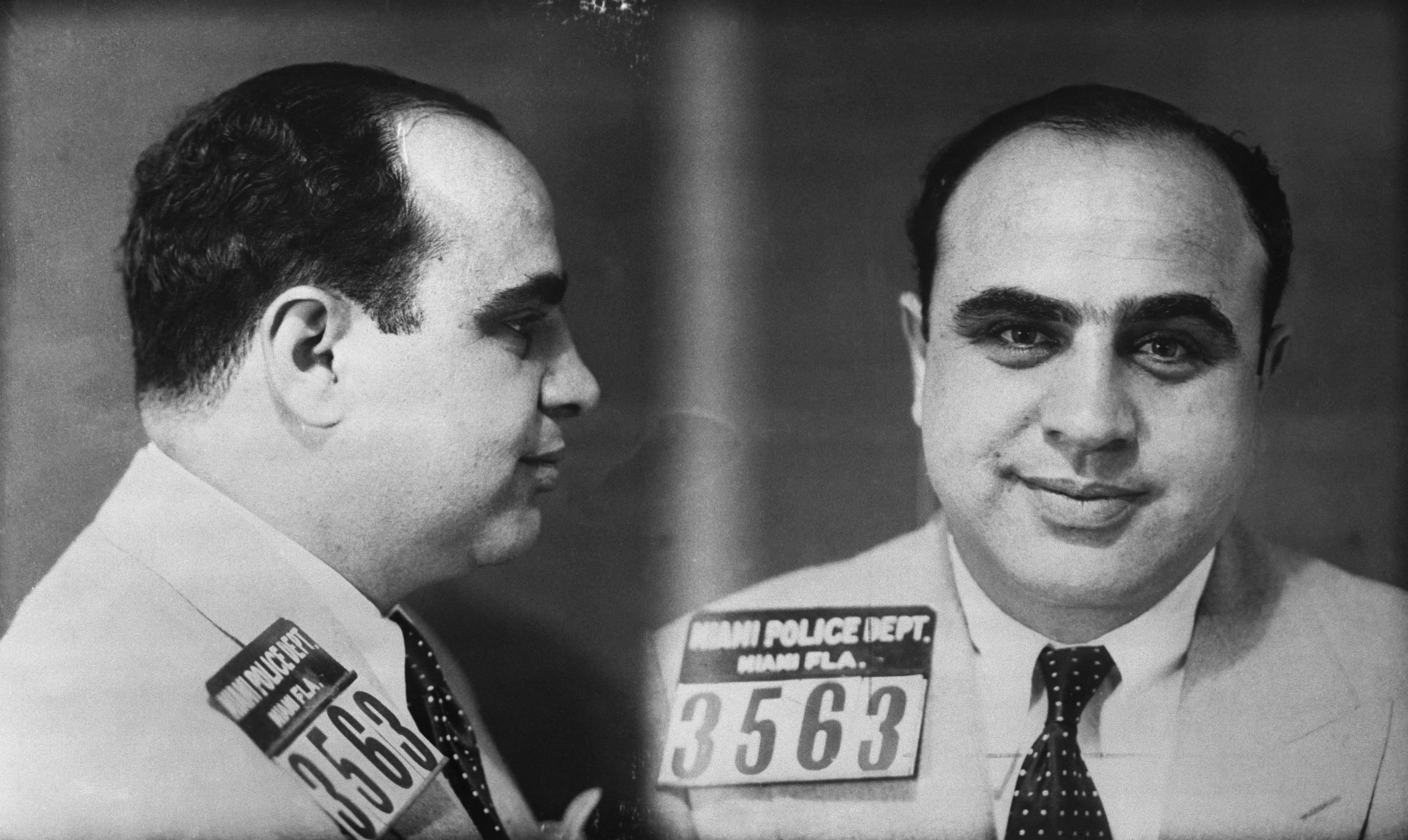
Al Capone foi chefe da organização Outfit de Chicago durante toda a década de 1920, em uma era em que o grupo exerceu enorme poder financeiro e influência política.

O Chicago Outfit (também conhecido como o Outfit, ou a Máfia de Chicago, ou a Máfia Chicago ou ainda A Organização) é uma organização criminosa americana sediada em Chicago, Illinois, criada em meados da década de 1910. É parte da Cosa Nostra Americana e se originou na região sul da cidade de Chicago.
O Outfit subiu a proeminência na década de 1920, sob comando dos mafiosos Johnny Torrio e Al Capone e este período foi marcado por violência e guerra de gangues devido à distribuição ilegal de álcool durante a era da Proibição. A partir daí, o Outfit se envolveu em várias atividades criminosas como contrabando, extorsão, fraude, agiotagem, lavagem de dinheiro, apostas ilegais, prostituição e assassinatos. Após a prisão e condenação de Al Capone por evasão fiscal (em 1931), o Outfit passou a ser liderado por Paul Ricca e Tony Accardo por cinquenta anos após Frank Nitti ter se suicidado para evitar ir para a cadeia. Accardo se tornou o chefe em meados dos anos 40 e mandou na organização até à década de 90.
Ao fim do século XX, mais precisamente a partir da década de 1970, o Outfit começou a perder força considerável, devido a rixas com outras famílias criminosas e gangues, além das ações da polícia (principalmente o FBI), que passou a prender vários cabeças da organização. De 1997 a 2018, acredita-se que o Chicago Outfit tenha sido liderado por John DiFronzo, um dos mafiosos mais procurados dos Estados Unidos durante muitos anos. O grupo, atualmente muito enfraquecido, ainda conserva algum poder na região nordeste e na costa oeste dos Estados Unidos.